# Koszmosz–27
A Koszmosz–27 (oroszul: Космос–27) szovjet 3MV típusú űrszonda, melyet a Vénusz tanulmányozására indítottak. A hordozórakéta hibája miatt azonban Föld körüli pályán maradt és egy nap múlva a légkörbe belépve megsemmisült.

## Jellemzői
Az NPO Lavocskin vállalat által tervezett és épített 3MV típusú műhold. Ez volt a 3MV–1 változatú űrszondák harmadik indított példánya. A 6520 kg tömegű űrszonda feladata a Zond-program részeként a Vénusz megközelítése és egy leszálló egységnek a bolygó felszínére juttatása volt, rajta egy szovjet címert ábrázoló lemezzel.
1964. március 27-én a Bajkonuri űrrepülőtérről indították egy Molnyija–M típusú hordozórakétával. A hordozórakéta negyedik fokozatának hibája miatt nem érte el a szökési sebességet, ezért Föld körüli pályán maradt. Emiatt csak Koszmosz sorozatjelzéssel látták el. A Föld körüli pályán a keringési ideje 88,7 perces volt, a pályasík elhajlása 64,8 fokos hajlásszögű. Az elliptikus pálya elemei: perigeuma 197 km, apogeuma 208 km volt. 1964. március 28-án, egynapi keringés után belépett a légkörbe és elégett.